# Sankt Knuts Gille i Lund

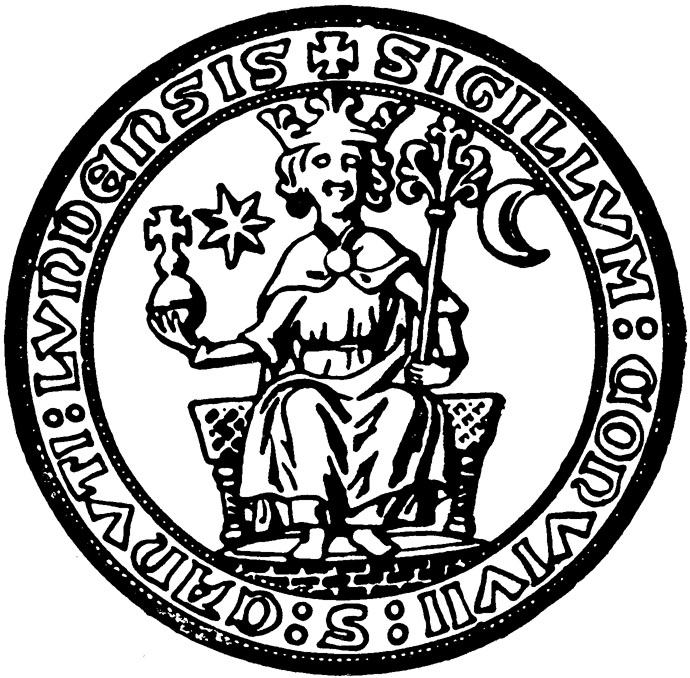
Det lundensiska Knutsgillets sigill

Sankt Knuts Gille i Lund är ett av tre bevarade medeltida Knutsgillen i Skåne.

## Historik
Gillets exakta ålder är okänd. Äldre hävdatecknare som Sven Lagerbring och Gustaf Ljunggren ville koppla dess tillkomst till Knut den heliges donationer till Lunds domkyrka och förlägga tidpunkten redan till kort efter dennes död 1086. Lauritz Weibull menade dock att även det lundensiska gillet ursprungligen varit helgat åt Knuts brorson, hertig Knut Lavard, vilken dog först 1131 och helgonförklarades 1169. I gillets äldsta bevarade "skrå" (stadgar) från 1586 uppgives att det blivit "grundat och fordom stadfäst av den mäktige kung Valdemar", vilket mycket väl kan syfta på Knut Lavards son Valdemar den store (regent 1157–1182) men också på andra medeltida danska kungar med detta namn. Genom ett bevarat sigill vet man att lundagillet var representerat vid knutsgillenas gemensamma åldermannasynod i Skanör 1256, men det äldsta skriftliga belägget för gillet i en primärkälla är ett omnämnande från 1379 i Liber daticus vetustior att kyrkoherden Nils Åkesson varit gillets sekreterare.
Fastän alla helgonförknippade danska gillen enligt den så kallade köpstadsordinantsen av 1526 skulle upplösas lyckades bland annat Lunds gille inte bara leva vidare utan tycks även ha blomstrat under 1500-talet. Till bevisen härför hör donationen av den ännu bevarade Knutsklockan i Lunds domkyrka (1559) samt det ovan nämnda skrået av 1586. Ännu i början av 1600-talet investerade gillet i ett antal praktfulla "regalier" i silver, nämligen dels den stora åldermannakedjan, dels den välkomma som ännu används som dryckeskanna av bröderna. Härefter följde dock en längre nedgångsperiod under 1600-talets senare hälft och merparten av 1700-talet. Medlemsantalet var lågt och de fåtaliga gillesmedlemmarna tycks mest ha ägnat sig åt att berika sig själva på den tynande gilleskassans bekostnad.
Det tidiga 1800-talet innebar dock en renässans för gillet. Delvis berodde detta på att den tidigare helt ur stadens borgerskap rekryterade medlemskadern nu började kompletteras med ett större antal akademiker från Lunds universitet, däribland prominenta kulturpersonligheter som Esaias Tegnér.

## Organisation
Gillet leds av en styrelse bestående av dess ålderman, stolsbroder, vice stolsbroder och sekreterare. Härtill finns sedan 1860 en särskild kassadirektion bestående av en skattmästare och två ytterligare ledamöter (det ekonomiska ansvaret ålåg tidigare stolsbrodern), samt ett antal förtroendeposter utanför styrelsen som ceremonimästare, regaliebevarare, övermarskalk med flera. Högsta beslutande organ är den en gång om året sammankallade Gillesstämman, vilken sammanträder i den så kallade Knutssalen i Lunds rådhus.
En kuriositet i sammanhanget är att gillets ovannämnda "skrå" från 1586 fortfarande formellt är gällande, fastän det i praktiken i dag främst betraktas som ett historiskt dokument. Sedan 1867 finns även en kompletterande, modernare och flera gånger reviderad ordningsstadga.

## Medlemskap
Knutsgillena är ovanliga så till vida att de så vitt man vet alltid varit öppna för såväl män (bröder) som kvinnor (systrar). Inträde i lundagillet kan vinnas av alla som fyllt 17 år (fram till 2007 gällde 18 år för män och 16 år för kvinnor), vilka kan styrka personlig koppling till staden Lund. Härtill skall varje sökande ha två faddrar (manliga för manlig sökande och kvinnliga för kvinnlig) som rekommenderar vederbörande till inval. Själva valet förrättas allt sedan år 1900 av en särskild intagningsnämnd.
Medlemskapet är på livstid och är inte förenat med någon regelbunden medlemsavgift utan endast en receptionsavgift vid själva inträdet.

## Aktiviteter
Gillets årliga huvudarrangemang är dess årshögtid med tillhörande bal. Fram till början av 2000-talet ägde denna alltid rum på själva Knutsdagen den 13 januari men har numera förlagts till närmast liggande lördag. Här förrättas parentation över avlidna gillesbröder och -systrar och nya recipiender intas i gillet under ceremoniella former. Högtiden äger för närvarande rum på Grand Hotel, men har i äldre tider även firats på Akademiska Föreningen och det ovannämnda rådhuset.
Den stora gilleshögtiden föregås några dagar innan av en särskild middag kallad Ola Toddy, vilken av hävd endast är öppen för gillets bröder. Tillställningen har sitt namn efter krögaren Olof "Ola" Lundberg, vilken på 1800-talet skänkte pengar till dess avhållande.
Sedan 2010 finns även det kvinnliga nätverket inom gillet, Ulla Toddy, som träffas en gång varje höst för samkväm.  
Vidare arrangerar Gillet varje år i slutet av maj eller början av juni enligt gammal tradition en papegojskjutning, ofta förlagd till något skånskt gods.
Gillet delar också ut understöd åt behövande, framför allt äldre.

## Åldermän sedan 1684

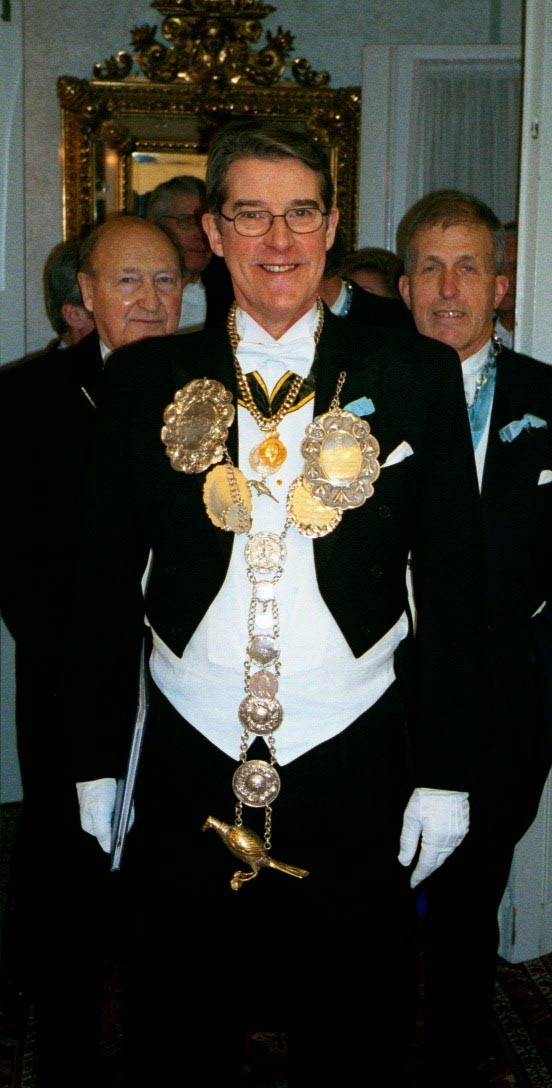
Förre åldermannen för Sankt Knuts Gille i Lund, domprost emeritus Anders Svenningsen iförd den stora gilleskedjan.

- ? – 1684 – Wilhelm Andersson, rådman
- 1684–1694 – Per Tollsten d.ä.
- 1694–1702 – Per Tollsten d.y.
- 1702–1728 – Olaus Nordsteen
- 1728–1738 – Zacharias Melander
- 1738–1758 – Gustaf Sommelius
- 1758–1774 – Anders Westman
- 1774–1776 – Jacob Samuel Borup
- 1776–1804 – Nils Sommelius
- 1804–1814 – Gustaf Fredrik von Rosen, landshövding i Malmöhus län
- 1814–1829 – Wilhelm af Klinteberg, landshövding i Malmöhus län
- 1829–1842 – Jacob De la Gardie, general, lantmarskalk med mera
- 1843–1854 – Wilhelm Faxe, biskop
- 1856–1859 – Henrik Reuterdahl, biskop (senare ärkebiskop)
- 1859–1876 – Samuel Gustaf von Troil, landshövding i Malmöhus län
- 1876–1905 – Gustaf Ljunggren, professor i estetik
- 1906–1926 – Nils Flensburg, professor i sanskrit
- 1927–1934 – Carl Georg Björling, professor i civilrätt
- 1934–1935 – Fredrik Böök, litteraturhistoriker och -kritiker
- 1935–1957 – Lauritz Weibull, professor i historia
- 1958–1969 – Karl Gustav Ljunggren, professor i svenska språket
- 1970–1980 – Carl Göran Regnéll, bankdirektör
- 1980–1987 – Anders Bruzelius, lagman
- 1987–1990 – Martin Weibull, universitetslektor i statistik
- 1990–2000 – Carl-Gustaf Andrén, professor i praktisk teologi, f d rektor för Lunds universitet samt universitetskansler
- 2000–2008 – Anders Svenningsen, domprost
- 2008–202x     – Jan Alvå, lagman
- 202x–     – Bengt L. Andersson, direktör

Anm 1: gillets äldsta bevarade matrikel daterar sig från 1694; åldermannalängden dessförinnan är (med undantag för Wilhelm Andersson som finns belagd i en äldre räkenskapsbok)  okänd.
Anm 2: Från Per Tolsten d.ä. till och med Nils Sommelius var samtliga åldermän samtidigt borgmästare i Lund. För dessa har inte yrkestitel utsatts i listan ovan.